# Denzil Quarrier
Denzil Quarrier is een roman geschreven door de Engelse auteur George Gissing. De roman werd voor het eerst gepubliceerd in februari 1892.

## Verhaal
De roman vertelt het verhaal van Denzel Quarrier, een erfgenaam uit een rijke Noorse familie in de houtnijverheid, een karakterstudie die sterk werd beïnvloed door het werk van toneelschrijver Henrik Ibsen.